# Życie i czasy Sknerusa McKwacza
Życie i czasy Sknerusa McKwacza (ang. The Life and Times of Scrooge McDuck) – seria komiksów Dona Rosy, przedstawiająca losy Sknerusa McKwacza – najbogatszego kaczora na świecie, bohatera komiksów Disneya.
Pierwsze komiksy należące do serii były publikowane na łamach duńskiego czasopisma Anders And & Co. w latach 1992–1994. Pierwsze polskie wydanie zbiorcze miało miejsce w 2000 r.
W 1995 r. seria zdobyła Nagrodę Eisnera.
W 2014 r. ukazał się album muzyczny Music Inspired by the Life and Times of Scrooge, inspirowany serią.

## Opis serii
Seria przedstawia historię życia Sknerusa McKwacza od 1877 r. do 1947 r. Rozpoczyna się w Szkocji, gdzie mały Sknerus pracuje jako pucybut, by wesprzeć rodzinę (zubożałych potomków klanu McKwaczów). Chęć powiększenia majątku i odnowienia dawnej rodowej siedziby skłania go do podróży po całym świecie. Sknerus przeżywa wiele przygód i spotyka na swojej drodze liczne postacie historyczne.

## Kulisy powstania
W 1991 r. w The Walt Disney Company pojawiły się plany stworzenia biografii Sknerusa, wykorzystującej informacje z komiksów Carla Barksa, twórcy postaci McKwacza. Zadanie to, dzięki mediacji Egmontu, powierzono Donowi Rosie.
Poszczególnym rozdziałom towarzyszą wyjaśnienia, w których autor przedstawia kulisy powstania historii, ciekawostki związane z ich tworzeniem, a także tytuły komiksów Barksa (i innych scenarzystów), do których nawiązuje fabuła.

## Komiksy należące do serii

### Rozdziały główne
| Nr rozdziału | Tytuł oryginalny                  | Data pierwszego wydania | Tytuł polski                   | Data pierwszego wydania w Polsce | Kod Inducks |
| ------------ | --------------------------------- | ----------------------- | ------------------------------ | -------------------------------- | ----------- |
| 1            | The Last of the Clan McDuck       | 1992                    | Ostatni z klanu McKwaczów      | 2000                             | D+91308     |
| 2            | The Master of the Mississippi     | 1992                    | Władca Missisipi               | 2000                             | D+91411     |
| 3            | The Buckaroo of the Badlands      | 1992                    | Kowboj z Badlandów             | 2000                             | D+92008     |
| 4            | The King of the Copper Hill       | 1993                    | Właściciel Miedzianego Wzgórza | 2000                             | D+92083     |
| 5            | The New Laird of Castle McDuck    | 1993                    | Nowy pan na zamku              | 2000                             | D+92191     |
| 6            | The Terror of the Transvaal       | 1993                    | Postrach Transwalu             | 2000                             | D+92273     |
| 7            | Dreamtime Duck of the Never-Never | 1993                    | Gość krainy snów               | 2000                             | D+92314     |
| 8            | King of the Klondike              | 1993                    | Król Klondike                  | 2000                             | D+92514     |
| 9            | The Billionaire of Dismal Downs   | 1993                    | Miliarder z Ponurych Wzgórz    | 2000                             | D+93121     |
| 10           | The Invader of Fort Duckburg      | 1994                    | Najeźdźca z Kaczogrodu         | 2000                             | D+93227     |
| 11           | The Empire-Builder from Calisota  | 1994                    | Kapitalista z Kalisoty         | 2000                             | D+93288     |
| 12           | The Richest Duck in the World     | 1994                    | Najbogatszy kaczor świata      | 2000                             | D+93488     |

### Rozdziały uzupełniające
| Nr rozdziału | Tytuł oryginalny                  | Data pierwszego wydania | Tytuł polski                  | Data pierwszego wydania w Polsce | Kod Inducks |
| ------------ | --------------------------------- | ----------------------- | ----------------------------- | -------------------------------- | ----------- |
| 3B           | The Cowboy Captain of Cutty Sark  | 1998                    | Kowboj kapitanem              | 2001                             | D+98045     |
| 6B           | The Vigilante of Pizen Bluff      | 1996                    | Stróż prawa z Pizen Bluff     | 2001                             | D 96089     |
| 8B           | The Prisoner of White Agony Creek | 2006                    | Więzień Doliny Białej Śmierci | 2007                             | D 2005-061  |
| 8C           | Hearts of the Yukon               | 1995                    | Dwa serca w Jukonie           | 2001                             | D 95044     |
| 10B          | The Sharpie of the Culebra Cut    | 2001                    | Spryciarz z Panamy            | 2008                             | F PM 01201  |

### Rozdziały dodatkowe
| Nr rozdziału | Tytuł oryginalny                 | Data pierwszego wydania | Tytuł polski                | Data pierwszego wydania w Polsce | Kod Inducks |
| ------------ | -------------------------------- | ----------------------- | --------------------------- | -------------------------------- | ----------- |
| D1           | Last Sled to Dawson              | 1988                    | Ostatnia podróż do Dawson   | 2001                             | AR 113      |
| D2           | Of Ducks And Dimes And Destinies | 1995                    | Pierwsza dziesięciocentówka | 1995                             | D 91249     |
| D3           | The Dutchman's Secret            | 1999                    | Skarb Holendra              | 2001                             | D 98202     |
| D4           | The Dream of a Lifetime          | 2002                    | Czy to jawa, czy sen?       | 2008                             | D 2002-033  |

## Wydania polskie
Komiksy z serii Życie i czasy Sknerusa McKwacza wydawano w Polsce w następujących publikacjach zbiorczych:
- $kneru$[o] – Kaczor Donald – Wydanie specjalne (nr 1/2000)[21],
- $kneru$[p] – Komiksy z Kaczogrodu (Seria 1:2001) (nr 1/2001)[23],
- Życie i czasy $knerusa McKwacza – Komiksy z Kaczogrodu (Seria 2: 2010–2011) (nr 1/2010)[24],
- Życie i czasy $knerusa McKwacza – Komiksy z Kaczogrodu (Seria 2: 2010–2011) (nr 2/2010)[25],
- Życie i czasy Sknerusa McKwacza (2017)[26],
- Wujek Sknerus i Kaczor Donald. Don Rosa[27] – wydano 10 tomów (2019–2021),

a także w pojedynczych wydaniach, gdzie pojawiły się losowe historie z sagi:
- Pierwsza dziesięciocentówka – Kaczor Donald (nr 22/1995)[28],
- Ostatnia podróż do Dawson – Kaczogród (nr 4/2006)[29],
- Więzień Doliny Białej Śmierci – Kaczor Donald (nr 51-52/2007)[17],
- Czy to jawa, czy sen? – Kaczor Donald (nr 24/2008)[30],
- Spryciarz z Panamy – Kaczor Donald (nr 49/2008)[31],
- Ostatni z klanu McKwaczów – Kaczor Donald (nr 32/2012)[8][q].

| Nr rozdziału | Rozdziały                      | $kneru$ (Kaczor Donald – Wydanie specjalne nr 1/2000) | $kneru$ (Komiksy z Kaczogrodu nr 1/2001) | Życie i czasy $knerusa McKwacza (Komiksy z Kaczogrodu nr 1/2010) | Życie i czasy $knerusa McKwacza (Komiksy z Kaczogrodu nr 2/2010) | Życie i czasy Sknerusa McKwacza (2017) | Wujek Sknerus i Kaczor Donald. Don Rosa (2019–2021) |
| ------------ | ------------------------------ | ----------------------------------------------------- | ---------------------------------------- | ---------------------------------------------------------------- | ---------------------------------------------------------------- | -------------------------------------- | --------------------------------------------------- |
| 1            | Ostatni z klanu McKwaczów      | TAK                                                   |                                          | TAK                                                              |                                                                  | TAK                                    | TAK (tom 4)                                         |
| 2            | Władca Missisipi               | TAK                                                   |                                          | TAK                                                              |                                                                  | TAK                                    | TAK (tom 4)                                         |
| 3            | Kowboj z Badlandów             | TAK                                                   |                                          | TAK                                                              |                                                                  | TAK                                    | TAK (tom 4)                                         |
| 4            | Właściciel Miedzianego Wzgórza | TAK                                                   |                                          | TAK                                                              |                                                                  | TAK                                    | TAK (tom 4)                                         |
| 5            | Nowy pan na zamku              | TAK                                                   |                                          | TAK                                                              |                                                                  | TAK                                    | TAK (tom 4)                                         |
| 6            | Postrach Transwalu             | TAK                                                   |                                          | TAK                                                              |                                                                  | TAK                                    | TAK (tom 4)                                         |
| 7            | Gość krainy snów               | TAK                                                   |                                          | TAK                                                              |                                                                  | TAK                                    | TAK (tom 4)                                         |
| 8            | Król Klondike                  | TAK                                                   |                                          | TAK                                                              |                                                                  | TAK                                    | TAK (tom 5)                                         |
| 9            | Miliarder z Ponurych Wzgórz    | TAK                                                   |                                          | TAK                                                              |                                                                  | TAK                                    | TAK (tom 5)                                         |
| 10           | Najeźdźca z Kaczogrodu         | TAK                                                   |                                          | TAK                                                              |                                                                  | TAK                                    | TAK (tom 5)                                         |
| 11           | Kapitalista z Kalisoty         | TAK                                                   |                                          | TAK                                                              |                                                                  | TAK                                    | TAK (tom 5)                                         |
| 12           | Najbogatszy kaczor świata      | TAK                                                   |                                          | TAK                                                              |                                                                  | TAK                                    | TAK (tom 5)                                         |
| 3B           | Kowboj kapitanem               |                                                       | TAK                                      |                                                                  | TAK                                                              | TAK                                    | TAK (tom 8)                                         |
| 6B           | Stróż prawa z Pizen Bluff      |                                                       | TAK                                      |                                                                  | TAK                                                              | TAK                                    | TAK (tom 7)                                         |
| 8B           | Więzień Doliny Białej Śmierci  |                                                       |                                          |                                                                  | TAK                                                              | TAK                                    | TAK (tom 10)                                        |
| 8C           | Dwa serca w Jukonie            |                                                       | TAK                                      |                                                                  | TAK                                                              | TAK                                    | TAK (tom 6)                                         |
| 10B          | Spryciarz z Panamy             |                                                       |                                          |                                                                  | TAK                                                              | TAK                                    | TAK (tom 9)                                         |
| D1           | Ostatnia podróż do Dawson      |                                                       | TAK                                      |                                                                  | TAK                                                              | TAK                                    | TAK (tom 1)                                         |
| D2           | Pierwsza dziesięciocentówka    |                                                       | TAK                                      |                                                                  | TAK                                                              |                                        | TAK (tom 4)                                         |
| D3           | Skarb Holendra                 |                                                       | TAK                                      |                                                                  |                                                                  |                                        | TAK (tom 8)                                         |
| D4           | Czy to jawa, czy sen?          |                                                       |                                          | TAK                                                              |                                                                  | TAK                                    | TAK (tom 10)                                        |